# Spermacoce weygaertii
Spermacoce weygaertii är en måreväxtart som beskrevs av Rafaël Herman Anna Govaerts. Spermacoce weygaertii ingår i släktet Spermacoce och familjen måreväxter. Inga underarter finns listade i Catalogue of Life.